# Reillon
Reillon – miejscowość i gmina we Francji, w regionie Grand Est, w departamencie Meurthe i Mozela.
Według danych na rok 1990 gminę zamieszkiwało 87 osób, a gęstość zaludnienia wynosiła 20 osób/km² (wśród 2335 gmin Lotaryngii Reillon plasuje się na 958. miejscu pod względem liczby ludności, natomiast pod względem powierzchni na miejscu 1069.).